# Georg Stöckhardt

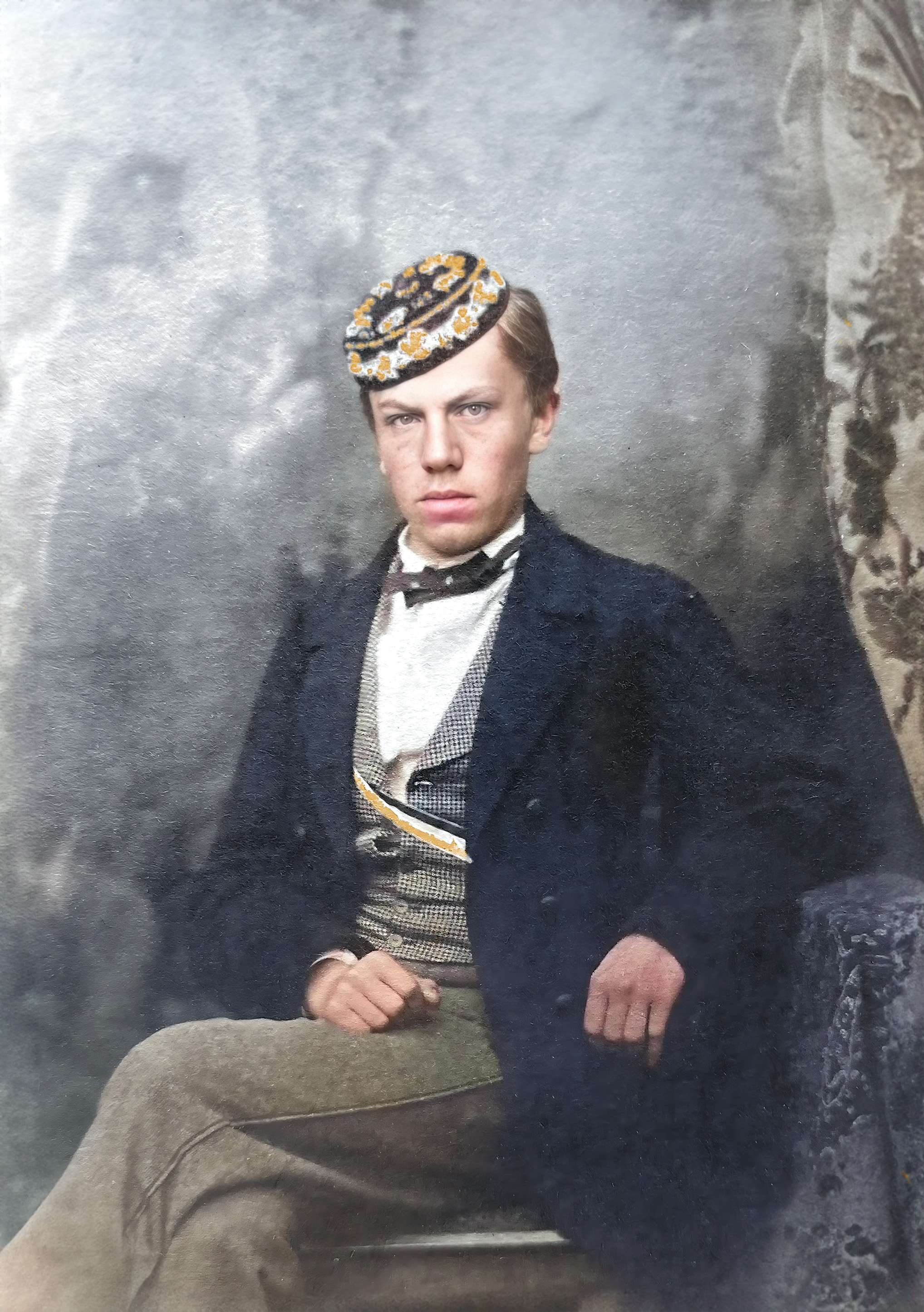
Georg Stöckhardt als Erlanger Wingolfit, koloriert

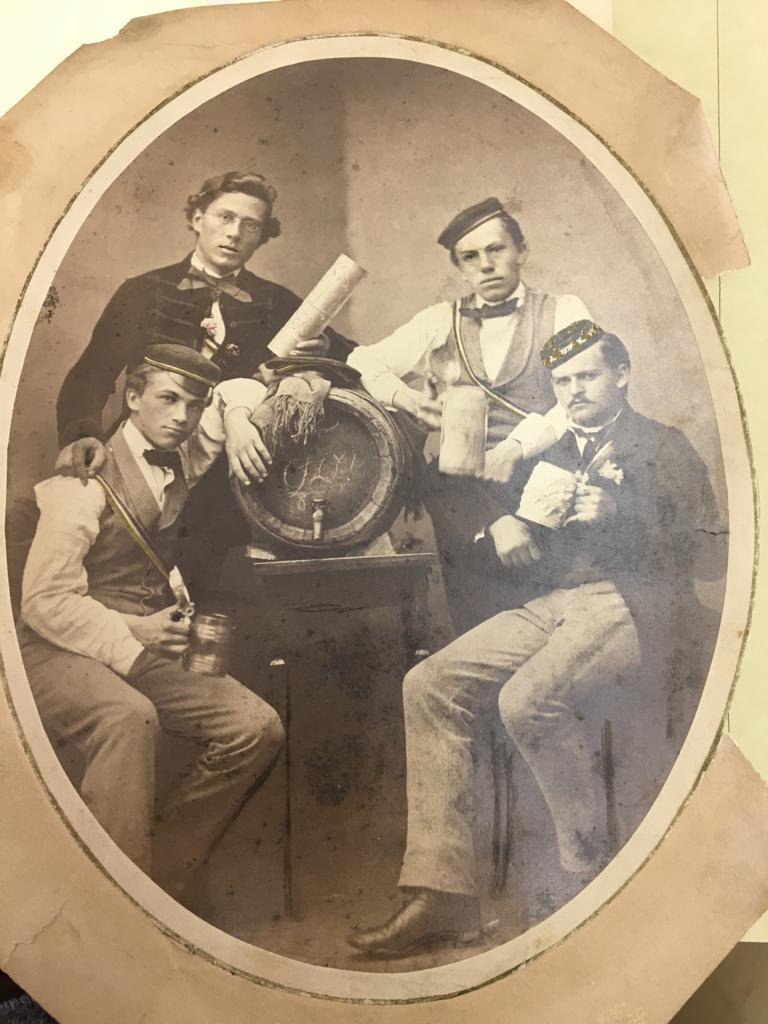
Georg Stöckhardt (rechts stehend) mit weiteren Erlanger Wingolfiten

Karl Georg Stöckhardt (* 17. Februar 1842 in Chemnitz; † 9. Januar 1913 in St. Louis) war ein lutherischer Geistlicher und Hochschullehrer.

## Leben
Aus einer alten Gelehrtenfamilie stammend besuchte Stöckhardt von 1857 bis 1862 die Fürstenschule St. Afra in Meißen. Von 1862 bis 1866 studierte er Theologie in Erlangen und Leipzig. Er trat dem Erlanger Wingolf bei und gehörte zu den Stiftern des Leipziger Wingolf. Anschließend arbeitete er von 1867 bis 1870 als Lehrer am Luisenstift in Tharandt. 1868 legte er in Dresden sein zweites theologisches Examen ab. Im Juni 1870 wurde er Hilfsprediger bei seinem Bundesbruder Pastor Louis Eugène Ménégoz an der deutschen lutherischen Gemeinde in Paris. Allerdings musste er Paris schon Anfang September aufgrund des Deutsch-Französischen Kriegs wieder verlassen. So war er drei Monate lang als Lazarettprediger in Sedan. 1871 ging Stöckhardt zurück an die Universität Erlangen, wo er bis 1873 als Repetent für Altes und Neues Testament arbeitete. In dieser Zeit schrieb er seine Dissertation über den Gebrauch des Menschensohn-Titels bei Jesus, die von der Universität Leipzig angenommen wurde. 1873 wurde er ordiniert und war bis 1876 Diakonus in Planitz. Aufgrund eines Konflikts um Seelsorge und Kirchenzucht mit dem Landeskonsistorium wurde Stöckhardt im Juni 1876 suspendiert und trat aus der Sächsischen Landeskirche aus. Er trat in die Evangelisch-Lutherische Freikirche ein und wurde zweiter Pfarrer der St.-Johannis-Gemeinde in Niederplanitz, wo er bis 1878 blieb. Im Mai 1879 wurde er wegen Gotteslästerung und Beleidigung des Landeskonsistoriums zu einer Haftstrafe von vier Monaten verurteilt. Diese Strafe umging Stöckhardt, indem er bereits im September 1878 eine Berufung auf eine Pfarrstelle in der Evangelisch-Lutherischen Synode von Missouri, Ohio und anderen Staaten annahm. Parallel zu seiner Pfarrstelle arbeitete er als Privatdozent am Concordia Seminary in St. Louis, wo er schließlich 1887 ordentlicher Professor für Altes und Neues Testament wurde.

## Schriften (Auswahl)
- Passionspredigten, St. Louis 1884.
- Adventspredigten. Auslegung der vornehmsten Weissagungen des Alten Testaments, St. Louis 1887.
- Die biblische Geschichte des Alten Testaments. Kurze Auslegung der alttestamentlichen Geschichtsbücher, St. Louis 1897.
- Die kirchlichen Zustände Deutschlands. Ein Rückblick auf die Geschichte der protestantischen Kirchen Deutschlands im 19. Jahrhundert, Zwickau 1892.
- Der Prophet Jesaja. Die ersten zwölf Capitel, St. Louis 1902.
- Kommentar über den Brief Pauli an die Epheser, St. Louis 1910.
- Kommentar über den Ersten Brief Petri, St. Louis 1912.
- Gnade um Gnade. Ein Jahrgang Evangelienpredigten, Milwaukee 1914.
- Ausgewählte Psalmen, St. Louis 1915